# Мостище (Івано-Франківський район)
Мости́ще (до 1946 р. — Мостисько) —  село в Україні, у Олешанській сільській громаді Івано-Франківського району Івано-Франківської області.

## Історія
До 7 червня 1946 року село називалося Мостисько, коли указом Президії ВР УРСР було перейменоване на Мостище.
Перша згадка про село датується 1701 роком.